# 拉薩利納
拉薩利納是哥倫比亞的城鎮，位於該國東部，由卡薩納雷省負責管轄，面積204平方公里，海拔高度1,500米，2005年人口1,236，人口密度每平方公里6.06人。
6°07′50″N 72°20′16″W / 6.13056°N 72.3378°W